# Njoy Radio
Njoy Radio | 88.2 ist ein mit der Lizenz für den Betrieb eines Schulungsradios ausgestattetes terrestrisches Radio. Zweck dieser Frequenz ist die Abhaltung von Schulungen im Bereich der Erwachsenenbildung (Verein Basic Vocal und Studio Lannach) und im Bereich der Schulen (HLW Deutschlandsberg mit eigenem Lehrplan).
Der Sender war im Sommer 2004 schon einmal als Veranstaltungsradio drei Monate in Leibnitz in der Steiermark als Sender zur Steirischen Landesausstellung auf Sendung. Der Sender richtet sich vor allem an 10- bis 45-jährige und spielt Pop, Rock und Dance.

## Musikformat
Das Musikformat von Njoy Radio setzt sich zusammen aus aktuellen Charthits, Pop, Rock und Dance. Dabei dominiert der Anteil der Charthits und unbekannten Titel (von Alben, keine Singleauskopplungen). Außerdem weist der Sender eine hohe Rotation an Songs aus den 90er-Jahren auf. Das Musikformat ist eine Mischung aus Hot Adult Contemporary und Album-oriented Rock.